# Kabachitare
Kabachitare (カバチタレ?) è un manga scritto da Takashi Tajima e illustrato da Takahiro Kochi. È stato serializzato da Kōdansha sulla rivista Weekly Morning dal 1999 al 2005 e in seguito raccolto in 20 volumi tankōbon.
Da esso è stato tratto un dorama stagionale invernale prodotto e trasmesso da Fuji TV nel 2001 in 11 puntate. Nel 2010 è uscito anche un film live action.

## Trama
Nozomi e Chiharu sono una coppia in procinto di sposarsi ed hanno entrambi 28 anni; debbon far i conti però con la loro forte differenza di carattere.

## Protagonisti
- Takako Tokiwa - Tamura Nozomi
- Eri Fukatsu - Sakaeda Chiharu
- Takanori Jinnai Ono Isamu
- Tomohisa Yamashita - Tamura Yuta
- Ryōko Shinohara - Miyagi Kyoko
- Kohki Okada - Hasegawa Yukio
- Yoshinori Okada - Kaneda Ginishiro
- Issei Takubo - Shigemori Kanji
- Yuki Inomata - Fukuda Saki
- Saori Ito Saori - Kato Maki
- Karina Nose - Obara Haruna
- Satomi Kobayashi - Ikuta Kazuko
- Satoshi Tsumabuki - Machida Kazuya

### Star ospiti
- Mihoko Abukawa - Postino (Ep. 1-2)
- Kenichi Ishii - Presidente Mina Motors (ep. 1)
- Kaori Uematsu - Ryoko Nobi (ep. 1)
- Itsuji Itao - Ari Kame (ep. 1)
- Gin Pun Chou - Spa proprietario (ep. 1)
- Tae Kimura - (ep. 1)
- Yorie Yamashita - La madre di Nozomi (ep. 1)
- Ippei Suzuki - Dottore (ep. 1)
- Shunya Isaka - fratello minore di Dottore (ep. 1)
- Masako Motai - Yoneko Osawa (ep. 2)
- Yū Yamada - Hichiko Osawa (ep. 2)
- Takashi Tsumura - Manabu Osawa (ep. 2)
- Ryuta Kawabata - Hiroyuki Sawaki (ep. 2)
- Masato Obara - Kengo Murakami (ep. 2)
- Jun Kunimura - Masaki Yokoyama (Ep. 3-4)
- Asami Mizukawa (ep4)
- Ken Kaneko - Makoto Nashimoto (Ep. 11-11)
- Ren Ōsugi - Mendicante (Ep. 11)
- Ken'ichi Yajima

## Episodi
| Nº | Giapponese 「Kanji」 - Rōmaji                                                                         | In onda          | In onda |
| Nº | Giapponese 「Kanji」 - Rōmaji                                                                         | Giapponese       |         |
| 1  | 「恋する女、温泉に売られる」 - Koisuru on'na, onsen ni ura reru                                       | 11 gennaio 2001  |         |
| 2  | 「暴走!包丁もったオバさん」 - Bōsō! Hōchō motta obasan                                                | 18 gennaio 2001  |         |
| 3  | 「あっ!と驚くいい男とカレーうどん」 - A~tsu! To odoroku ī otoko to karē udon                          | 25 gennaio 2001  |         |
| 4  | 「恋人は子持ちで痴漢なの!」 - Koibito wa komochi de chikan'na no!                                     | 1º febbraio 2001 |         |
| 5  | 「免停と交通違反キップで警察と対決!」 - Mentei to kōtsū ihan kippu de keisatsu to taiketsu!           | 8 febbraio 2001  |         |
| 6  | 「浮気妻慰謝料サギと家賃値上げを撃退」 - Uwakidzuma isha-ryō sagi to yachin neage o gekitai           | 15 febbraio 2001 |         |
| 7  | 「甘い罠商社マンが出張ホストで転落!」 - Amai wana shōshaman ga shutchō hosuto de tenraku!             | 22 febbraio 2001 |         |
| 8  | 「暴力夫に気づかれないで離婚する方法」 - Bōryoku otto ni kidzuka renaide rikon suru hōhō              | 1º marzo 2001    |         |
| 9  | 「嫌がる夫と緊急離婚!届出は24時間OK」 - Iyagaru otto to kinkyū rikon! Todokede wa 24-jikan OK         | 8 marzo 2001     |         |
| 10 | 「ブリーフの白い色は恋人の色」 - Burīfu no shiroiirohakoibitonoiro                                    | 15 marzo 2001    |         |
| 11 | 「セクハラ男に置き去られ結婚式で恥をかく」 - Sekuhara otoko ni oki sara re kekkonshiki de haji o kaku | 22 marzo 2001    |         |